# Туринок, Виталий Викторович
Виталий Викторович Туринок (укр. Віталій Вікторович Туринок; род. 14 сентября 1973 года, с. Свободное, Волновахский район, Донецкая область) — председатель Запорожской областной государственной администрации (с 5 сентября 2019 по 11 июня 2020).

## Биография
В сентябре — октябре 1990 года — сезонный работник садоводческой бригады № 1 совхоза «Транспортный» Донецкой области. В октябре — ноябре 1990 года — подсобный рабочий 1-го разряда ремонтно-строительного цеха Донецкого химико-металлургического завода.
В декабре 1990 — июле 1991 года — слушатель дневного подготовительного отделения Запорожского индустриального института. В июле 1991 — июне 1997 года — студент Запорожской государственной инженерной академии.
В январе 2001 — апреле 2005 года — директор ООО «Афганец». В апреле 2005 — апреле 2006 года — директор по развитию предприятия ООО «Постулат». В июне 2007 — сентябре 2008 года — заместитель директора по коммерческим вопросам ООО «Постулат».
В июле 2003 — сентябре 2008 года — председатель правления ЗАО «Ровенский домостроительный комбинат» (по совместительству). В сентябре 2008 — январе 2011 года — председатель правления ЗАО «Ровенский домостроительный комбинат». В январе 2011 — июне 2012 года — председатель Наблюдательного совета ПАО «Ровенский домостроительный комбинат». В июне 2012 — сентябре 2019 — менеджер по вопросам регионального развития Общества с дополнительной ответственностью «Ровенский домостроительный комбинат».
Совладелец нескольких бизнесов в сфере строительства и промышленности: «Ровенский домостроительный комбинат», «Волыньферрометал», «Интертрейд» и другие.
С 5 сентября 2019 по 11 июня 2020 — председатель Запорожской ОГА. Был выбран в Офисе президента на должность главы обладминистрации без конкурса. Представлял в Запорожской области новоназначенного главу не Президент Владимир Зеленский, а первый заместитель руководителя Офиса президента Сергей Трофимов.
Семья
Супруга — Галина. В семье два сына и дочь.